# Ленцман, Полина Александровна
Полина Александровна Ленцман (в девичестве Крискум, 1907, Джурчи, Крым — 22 июня 1990) — крымская крестьянка эстонского происхождения, спасавшая евреев в годы Холокоста в Крыму.
Родилась в эстонской семье в селе Джурчи в Крыму. После замужества за Иоханом Ленцманом переехала в село Береговое, Бахчисарайского района. В этом селе жило много эстонцев. Там у Полины родилось трое детей.
Осенью 1941 года во время Великой Отечественной войны немецкие войска оккупировали Крым и 30 октября вошли в Береговое. Они начали разыскивать и убивать евреев.
Полина и её сын Георгий (в 2002 году также признан Яд ва-Шем праведником Украины) спасали еврейскую учительницу Дину Кругликову выдав её за русскую и поручившись перед немцами. В связи с тем, что Полина хорошо знала немецкий, ей удалось убедить их. Впоследствии прятала в своём доме Дину, а также помогла раздобыть ей паспорт, где было указано, что Дина — русская. Дина и родившийся у неё в 1942 году сын Геннадий жили в доме Полины Ленцман до самого освобождения Крыма Красной армией.
После освобождения Крыма Полина была арестована НКВД по подозрению в сотрудничестве с немцами, но была освобождена, поскольку односельчане свидетельствовали о её деятельности в период оккупации.
Умерла 22 июня 1990 года.
Институтом Катастрофы и героизма Яд ва-Шем признана праведником мира 3 июля 2003 года — посмертно.